# ジャック・ドラグナ

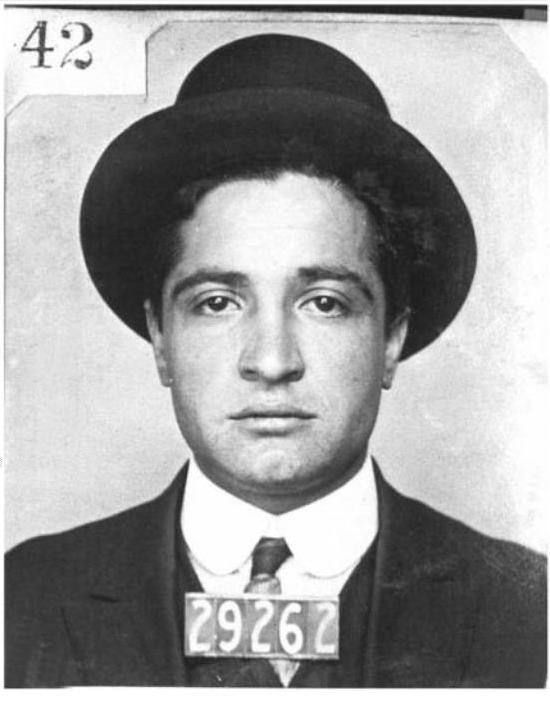
ジャック・ドラグナ(1915年)

ジャック・ドラグナ（Jack Dragna, 1891年4月18日 - 1956年2月23日）は、アメリカのイタリア系マフィア（コーサ・ノストラ）のメンバーで、1930年代前半から1950年代半ばまでロサンゼルス一帯のマフィア・ファミリーのボスを務めた。本名イニャツィオ・ドラニャ（Ignazio Dragna）。「チャールズ・ドラグナ」、「アントニオ・リゾット（Antonio Rizzotto）」など、多くの通り名・偽名があった。
兄のトム（本名ガリアーノ）、甥のルイス・トムも同じロサンゼルスのマフィアとなった。

## 来歴

### 初期
シチリア島コルレオーネ出身。1898年、家族と共に渡米し、ニューヨークに住んだ。10年後シチリアに戻った。1911年から1913年までコルレオーネのイタリア軍キャンプで働いていた。1914年再び家族と共に渡米するとニューヨークのイースト・ハーレムの移民街に居を構え、程なく国籍を取得した。アンジェロ・ガリアーノの洗濯屋でガエタノ・レイナなどと共に働いた。1914年11月養鶏業者のバーネット・バフ殺害に加担し、カリフォルニアに逃亡した。1917年5月に逮捕されニューヨークに連れ戻された。強請の罪で有罪宣告されたが、1919年控訴して無罪となった。裁判記録では、シチリアのイタリア軍キャンプで働いていた時の主要な友達が「マフィアのメンバーのミスター・ストリーヴァ」とされた。
1920年代、シチリア系のジョゼフ・アルディッツォーネの元で賭博や酒の密売をやっていた。1920年代より西部に進出していたシカゴ・アウトフィットと提携し、その賭博利権の拡張に協力した。シカゴから派遣されたジョン・ロッセーリと利権を分かち合った。酒の密輸で頭角を現したアルディッツォーネはライバルのマトランガ一家と抗争した末、1931年殺害された（行方不明）。

### ボス就任
1931年アルディッツォーネの跡を継いで一家のボスになり、地元のギャング勢力を一掃した。1930年代前半、ラッキー・ルチアーノら東海岸マフィア中心の全米シンジケート（コーサ・ノストラ）は、ロサンゼルスをオープンテリトリーと見なしたが、ドラグナが一家のボスになるとシンジケートの一員として公認した。縄張りはロサンゼルスやサンディエゴなど南カリフォルニア一帯で、収入源は違法賭博や店の用心棒代だった。洗濯業組合を仕切り、ヘロイン密輸も行った。1920年代から1930年代にかけてアンソニー・コルネロの賭博船に関わった。コルネロをフロントに使い、表に出てこなかった。目立つのが嫌いで公衆の前に出るのを憚った。

### ロスの覇権争い
1930年代後半にニューヨークから西部に派遣されたバグジー・シーゲルともワイヤーレースで提携した。1947年のシーゲルの死後、ユダヤ系ギャングのミッキー・コーエンとロスの覇権を争った。1950年2月、コーエンの自宅に爆弾を仕掛け、警察に追われた。アメリカ全土に積極的に進出した同時代の東海岸マフィアと対照的に、勢力圏はロサンゼルス及びその近郊に限られ、コーエンその他ライバル勢に絶えず縄張りを脅かされた。ラスベガスへの進出の試みは後手に回り不成功に終わった。
ドラグナの自宅から押収された電話帳に全米各地のマフィアメンバーの名前と住所が載っており、1950年上院のキーフォーヴァー委員会で追及された。1950年代、ロサンゼルス市警（LAPD）のウィリアム・パーカー署長のマフィア狩りのターゲットとなり、何度も逮捕された。1953年不法入国を理由にイタリア追放処分となったが、追放令を巡って控訴し、死亡時は依然カリフォルニアに住んでいた。
1953年の妻の死後は組織運営の意欲が薄らぎ、女性との逢引を繰り返した。1956年2月、ロサンゼルスのモーテルで心臓発作で死亡した。ドラグナの死後、フランク・デシモネがボスを継いだ。

## エピソード
- 一家のメンバーが暗殺実行犯として浮上するなど、長年、バグジー・シーゲル暗殺関与説がある[15]。
- ワイヤーレース（競馬通信）を通じてシカゴ・アウトフィットの影響下にあった[9]。ロッセーリの他チャールズ・フィシェッテイやトニー・アッカルドと交流があった[12][16]。ニューヨーク五大ファミリーの中では特にルッケーゼ一家と緊密だった。
- 表向きバナナの輸入商人で、ワイナリーやブドウ畑のほかバナナ運搬船を持っていた[10]。
- 風貌は「ギャングボスというより銀行の頭取」と評され、「ロサンゼルスのアル・カポネ」の異名を持った[10]。

## 関連作品
ジェイムズ・エルロイの一連の小説（LA四部作）、『バグジー』（1991年）や『L.A. ギャング ストーリー』（2013年）などの映画、『モブ・シティ』（TVシリーズ、2013年）などで実名で描かれている。